# Epinephelus lanceolatus
El mero gigante (Epinephelus lanceolatus) es una especie de pez actinopterigio perciforme de la familia Serranidae. Es el pez óseo más grande entre los que habitan los arrecifes, y el emblema marino de Queensland, Australia.

## Descripción
Los adultos pueden alcanzar los 2,7 metros de largo y los 400 kg. Tienen una boca muy amplia y una cola en forma de abanico. Sus alevines tienen marcas irregulares de color negro y amarillo presentes en las especies más jóvenes, mientras que en los adultos son de color verde grisáceo a gris verdoso, también tienen numerosas marcas negras pequeñas en las aletas.

## Hábitat y hábitos
Viven en la región Indo-Pacífica (desde el Mar Rojo a la Bahía de Algoa), con excepción del Golfo Pérsico, Sudáfrica y hacia el este hasta las islas de Hawái y Pitcairn, del norte al sur de Japón y al sur de Australia. Son comunes en aguas someras y se alimentan de langostas, peces, pequeños tiburones, batoideos, crustáceos y tortugas marinas.
Se han reportado casos de ciguatera tras el consumo de su carne.

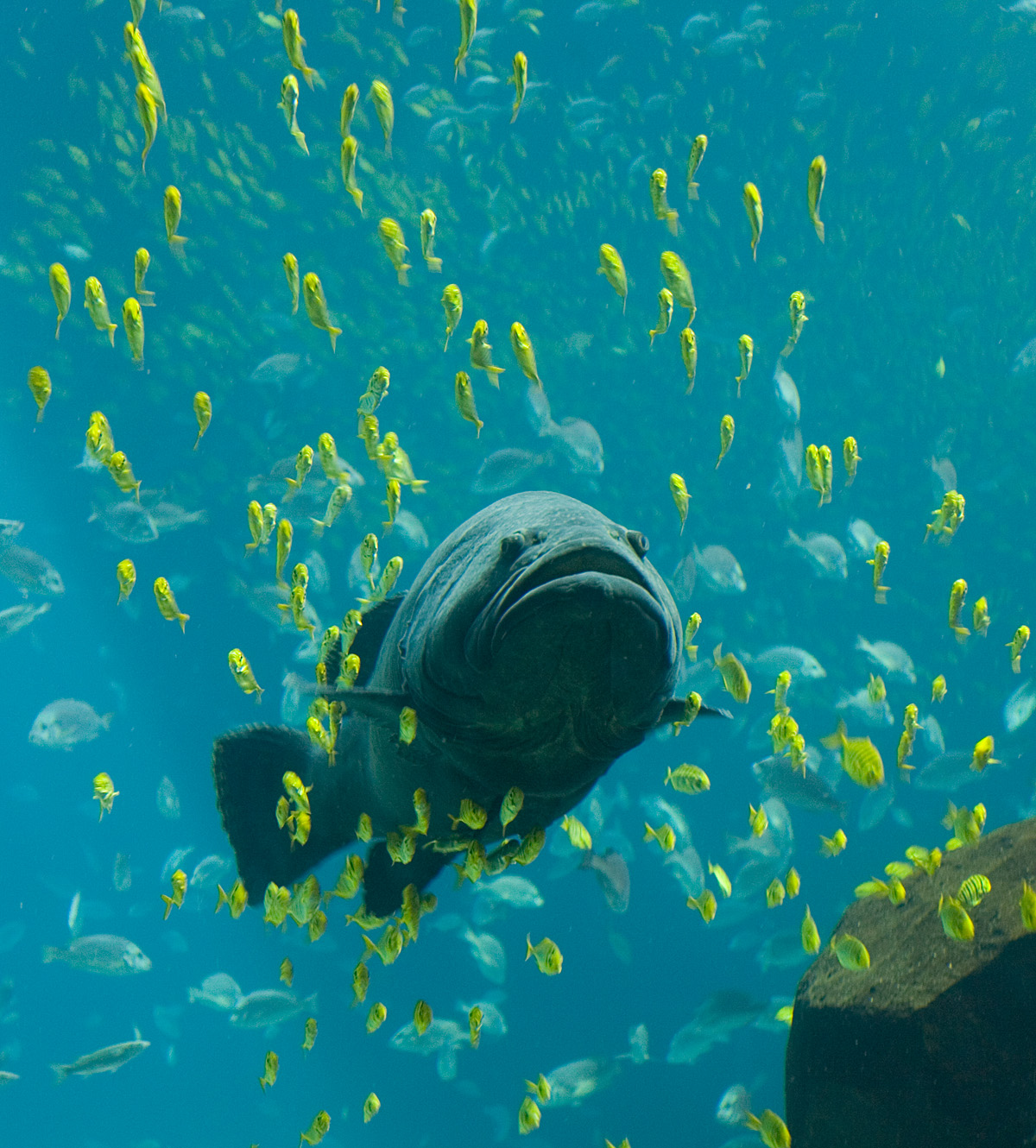
En el Acuario de Georgia.
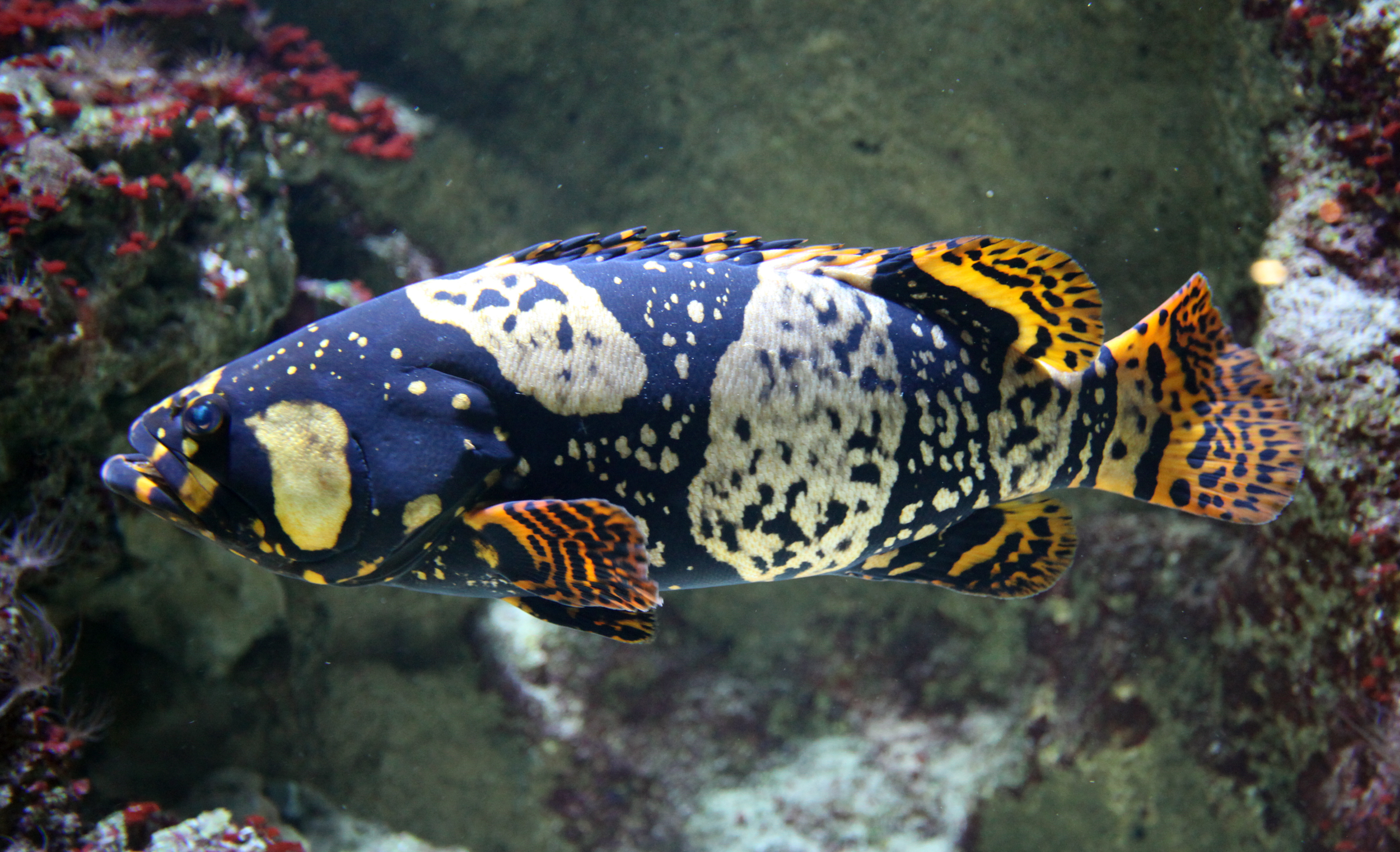
Ejemplar joven.
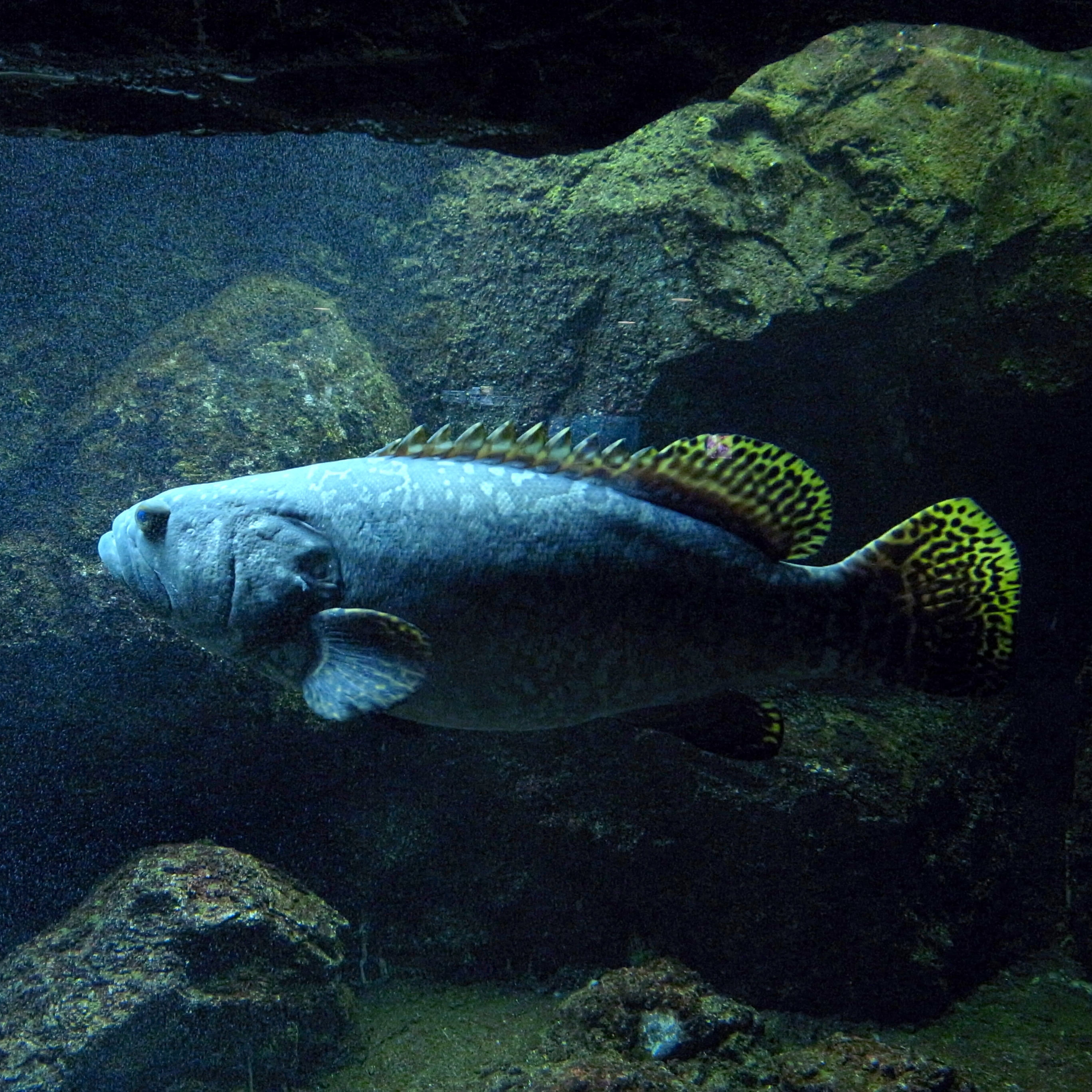
Mero gigante adulto.